# Jean Bleton
Pour les articles homonymes, voir Bleton.
Jean Bleton (né le 25 juin 1918 à Gisors et mort le 11 avril 2012 à Saint-Rémy-lès-Chevreuse) est un bibliothécaire français, spécialisé des constructions et aménagements de bibliothèques.

## Biographie
Jean Bleton est né le 25 juin 1918, fils de René Bleton, banquier, et Alice Ducancelle. Après avoir étudié au Lycée Hoche de Versailles (1928 - 1935), il rejoint Paris pour y mener ses études supérieures, interrompues en 1939 par la Seconde Guerre mondiale. Démobilisé en 1941, il rejoint peu après le mouvement de résistance Défense de la France.
Entré en janvier 1943 à la bibliothèque nationale de France dans son annexe de Versailles, il est arrêté quelques mois plus tard par la Gestapo et incarcéré à Fresnes, avant d'être libéré le 15 octobre de la même année.
Le 1er mars 1945, il est détaché à la Direction des bibliothèques de lecture publique (DBLP) à la mise en place de laquelle il a participé. Au sein de la DBLP, il travaillera à la reconstruction des bibliothèques détruites durant la guerre. Il développera une compétence reconnue sur les aspects architecturaux et organisationnels des constructions de bibliothèques qui l'amèneront à conduire la construction d'un nombre de bibliothèques estimé à plus de 300. Ses compétences dans le domaine feront l'objet de formations auprès de nombreux bibliothécaires.
En 1972, et jusqu'en 1983, il est nommé à l'Inspection générale des bibliothèques.
En 1984, il devient membre titulaire de l'Académie des sciences morales, des lettres et des arts de Versailles et d'Île-de-France.

## Distinctions
- officier de la Légion d'honneur le 20 mai 1979, commandeur le 17 avril 2003[7];
- officier de l'Ordre national du Mérite le 24 juin 1964[8];

## Œuvres
Jean Bleton, « Souvenirs et témoignages d'un bibliothécaire bâtisseur », Bulletin d'informations de l'Association des bibliothécaires français,‎ 1993 (lire en ligne)